# Haute vallée du Var
Pour les articles homonymes, voir Haut Var.
La Haute Vallée du Var est une région naturelle de France. Elle est située au nord du département des Alpes maritimes.

## Géographie
Cette région comprend la haute vallée du Var qui longe le parc national du Mercantour et passe par les gorges de Daluis et la moyenne vallée d'Entrevaux à Bonson. Elle comprend également la vallée du Cians.